# 科拉 (華盛頓州)
科拉（英語：Cora）是美國華盛頓州劉易斯縣一個非建制地區，於1886年以第一位移居者科拉·戴維斯（Cora Davis）命名，海拔為289米（948英尺）。當地曾經在1890年設立了一所郵政局，但已於1908年關閉。